# Arquitetura renascentista espanhola
A arquitetura renascentista na Espanha se desenvolveu em três etapas a partir do final do século XV.

## Estilo plateresco

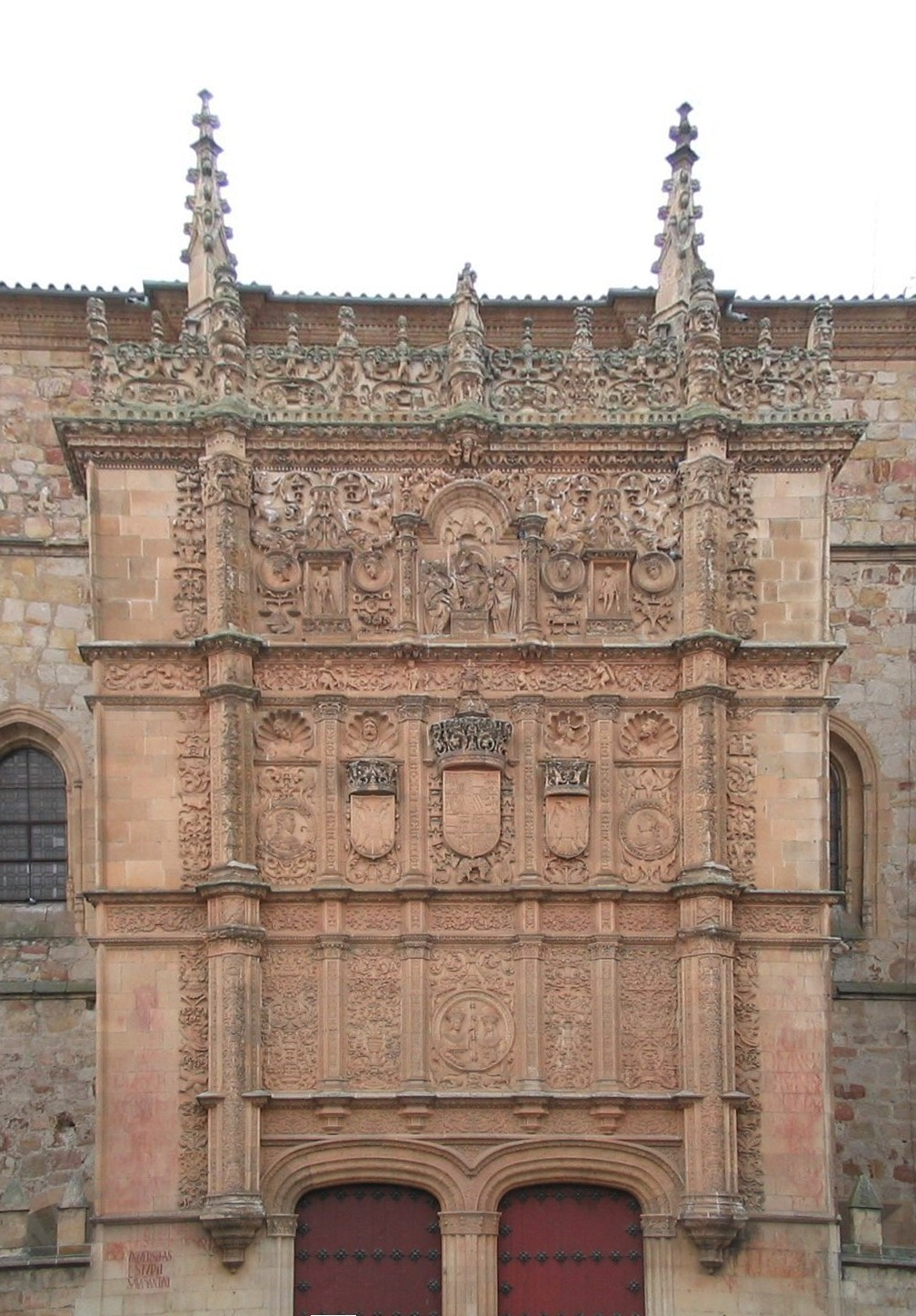
Universidade de Salamanca, 1529, considerada o exemplo mais acabado do plateresco espanhol.

Na Espanha, o Renascimento começou a insertar-se nas formas góticas das últimas décadas do século XV. O desenvolvimento do Renascimento se produziu principalmente por arquitetos locais. Desta manera, se criou una corrente puramente espanhola do estilo, que se viu influênciada pela arquitetura do sul da Itália (domínios do Reino de Aragão nesta época). Este estilo espanhol chamado plateresco, combinava as novas idéias italianas com a tradição gótica espanhola, assim como a idiosincrasia local. O nome provém das fachadas extremamente decoradas destes edifícios, que se assimilavam ao trabalho intrincado e detalhista dos joalheiros (plateros).

## Purismo

Catedral de Granada.

Com o passar das  décadas, a influência do Gótico foi desaparecendo, chegando a alcançar um estilo mais depurado e ortodoxo, a partir do ponto de vista do Renascimento. O purismo se caracteriza por uma maior austeridade decorativa, que se limita a alguns elementos concretos, geralmente de inspiração clássica. Há um certo cansanço da  exuberância decorativa da metade do século XVI e se impõem edificios de aspecto mais sereno, harmônico e equilibrado. Alguns arquitetos conseguem reciclar sua produção tardo-gótica para iniciar-se neste novo estilo: é o caso, por exemplo, de Alonso de Covarrubias, Rodrigo Gil de Hontañón e Pedro de Ibarra.
O centro da   produção  renascentista se localizou na Andaluzia com Diego de Siloé (fachada da Catedral de Granada e Capela Sagrada do Salvador de Úbeda); Pedro Machuca (Palácio de Carlos V, em Granada), o arquiteto mais decididamente clássico; Andrés de Vandelvira (Catedral de Jaén e de Baeza) e Diego de Riaño (Ajuntamiento de Sevilla); Pátio dos Reis e fachada da Basílica do Mosteiro do Escorial, de Juan de Herrera.

## Estilo herreriano

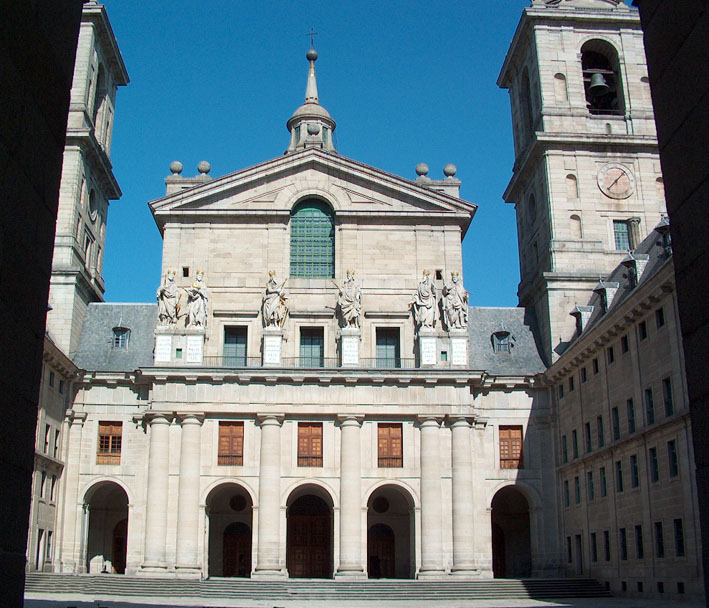
Basílica do Monastério do Escorial.

A metade do século XVI, a iniciação do Monastério de San Lorenzo do Escorial, como símbolo do poder de Felipe II de Espanha, por Juan Bautista de Toledo (falecido em 1567) e Juan de Herrera supôs a aparição de um novo estilo, que se caracteriza pelo predomínio de elementos construtivos, a ausência decorativa, as linhas retas e os volumes cúbicos. Significa a introdução de postulados maneiristas provenientes da Itália.
Este estilo foi batizado posteriormente como estilo herreriano em homenagem à figura de Juan de Herrera, que dominou a arquitetura espanhola durante quase um século, e entre seus seguidores se encontram figuras tão relevantes como Francisco de Mora, Juan Gómez de Mora ou Juan Gómez de Trasmonte.
Em todos os casos, os conceitos da  arquitetura e urbanismo de Espanha no Renascimento, foram levados às colônias da América, onde encontraram campo fértil para sua difusão dada a urbanização extensiva que se deu ao longo de três séculos e que receram, também, estilos posteriores como o Barroco e o Neoclássico.